# Veitchia arecina
Espèce
Statut de conservation UICN

 EN  : En danger
Veitchia arecina est une espèce de plantes monocotylédones de la famille des Arecaceae.
Ce palmier est une espèce endémique de Vanuatu, où elle est menacée par la perturbation de son habitat naturel. 

## Synonymes
Selon Catalogue of Life (16 juillet 2014) :
- Veitchia hookeriana Becc.,
- Veitchia macdanielsii H.E.Moore,
- Veitchia montgomeryana H.E.Moore.